# Єльня

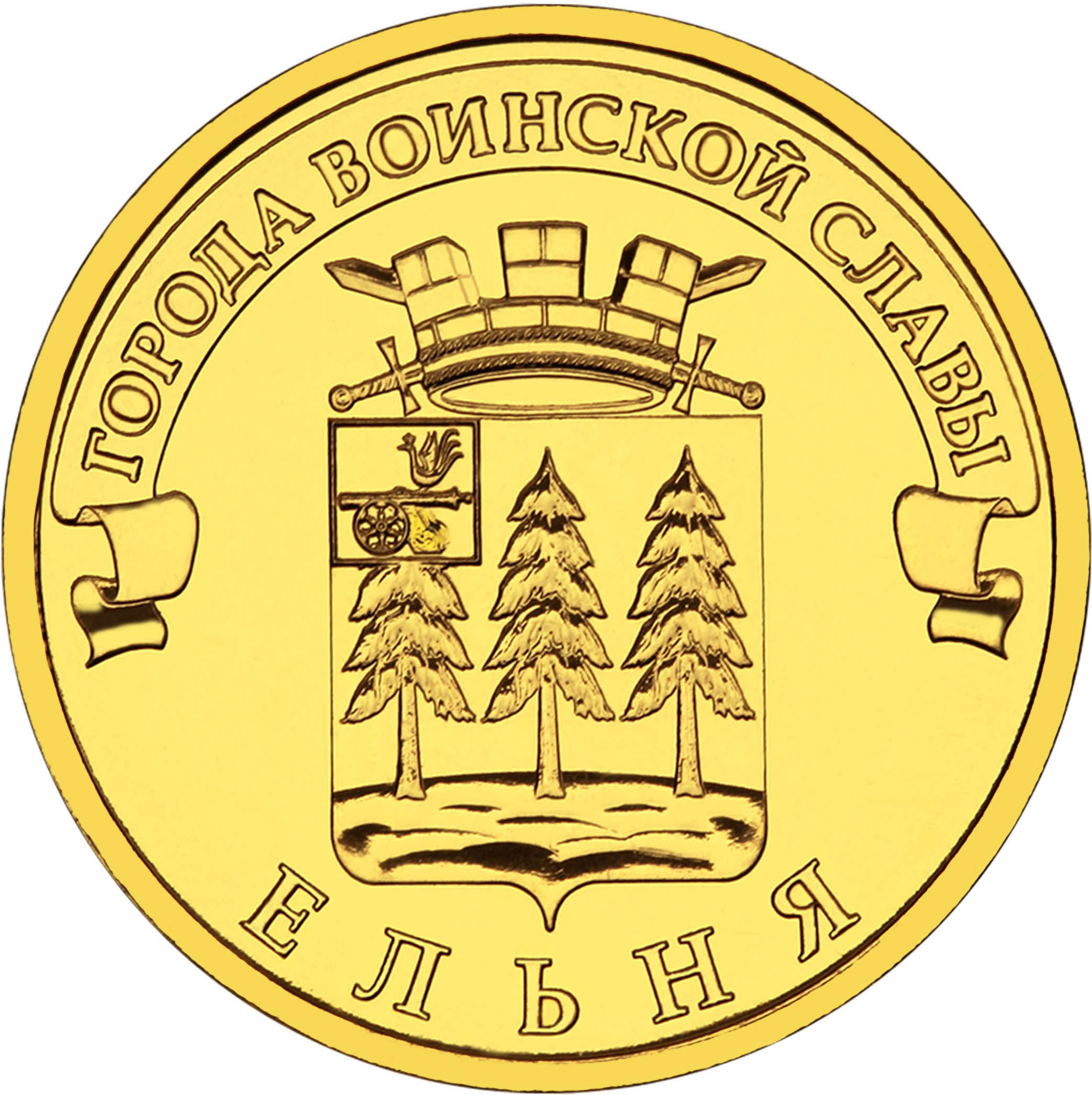
Монета Банку Росії - Серія: Міста військової слави: Єльня. 10 рублів, реверс

Єльня — місто в Смоленській області Росії.
Розташоване на березі Десни.
Населення міста — майже 10 тисяч осіб.

## Історія
Уперше згадується в Смоленських статутних грамотах кінця XII — початку XIII вв. 1404 р. — місто ввійшло до складу Великого князівства Литовського. З 1552 р. — у складі Московського царства,
з початку XVII століття по 1667 рік у складі Речі Посполитої. Після 1667 року за умовами Андрусівського перемир'я — у складі Росії.

## Фотогалерея

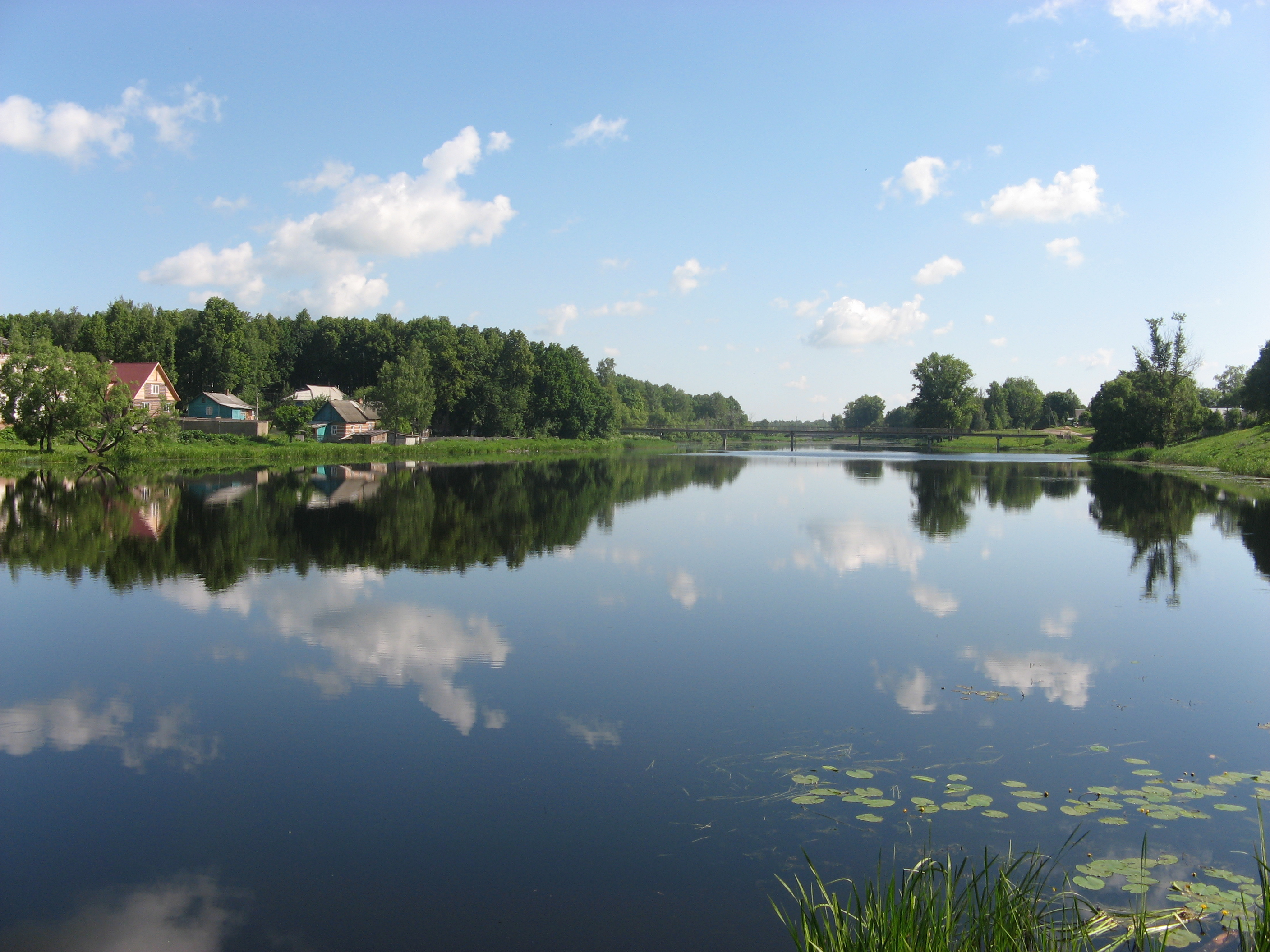
Десна в Єльні
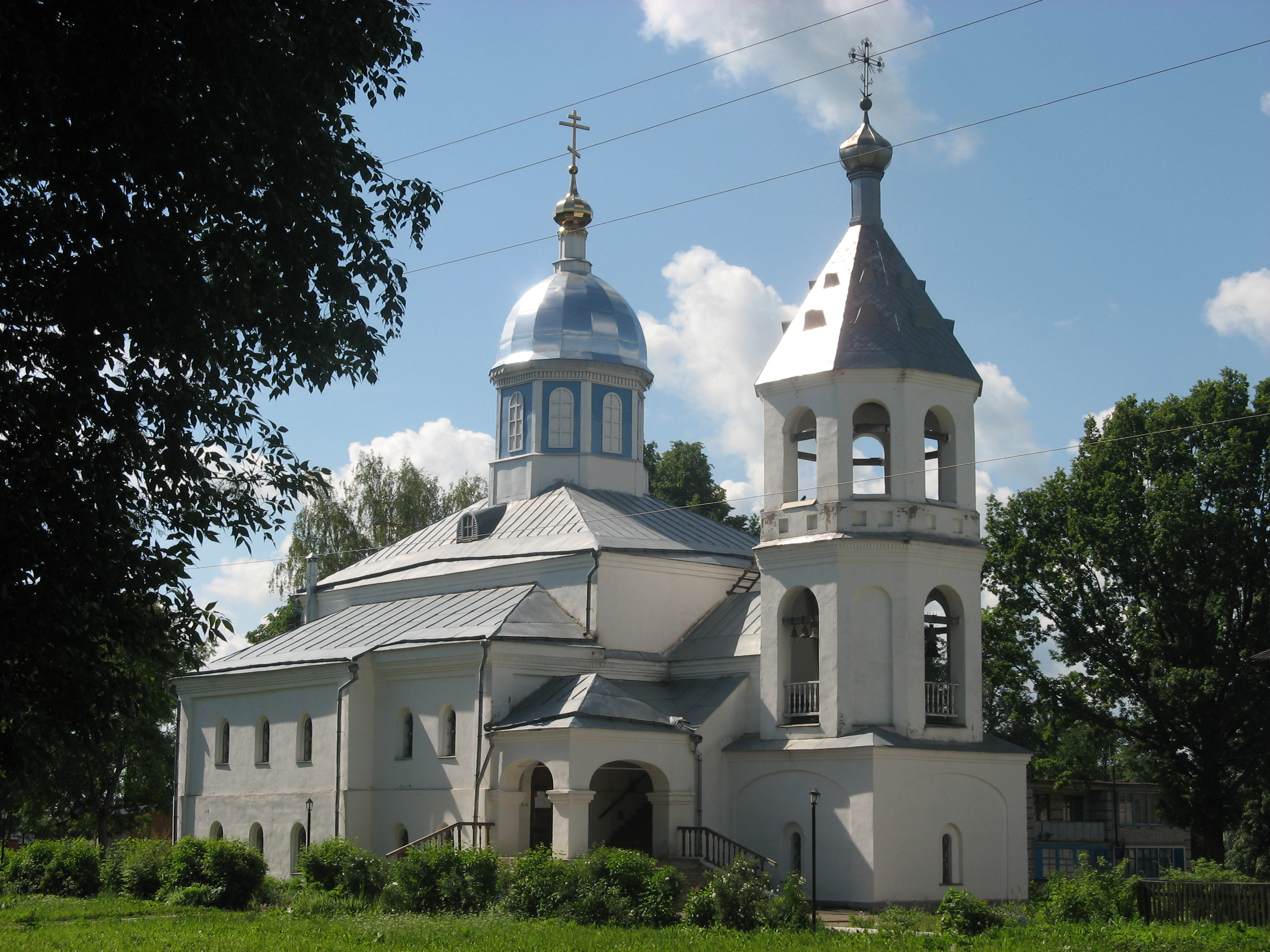
Іллінська церква
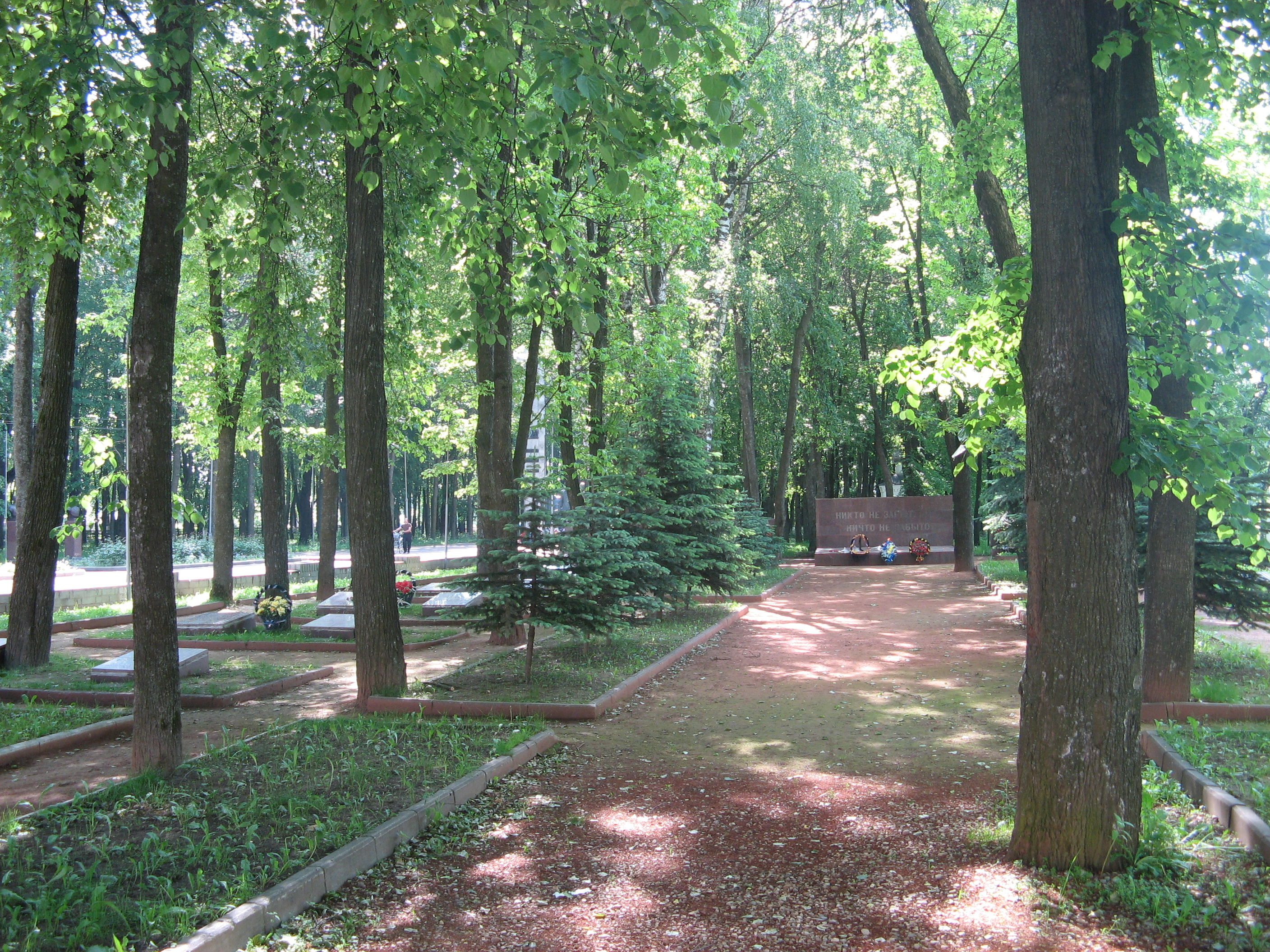
Братська могила в міському сквері
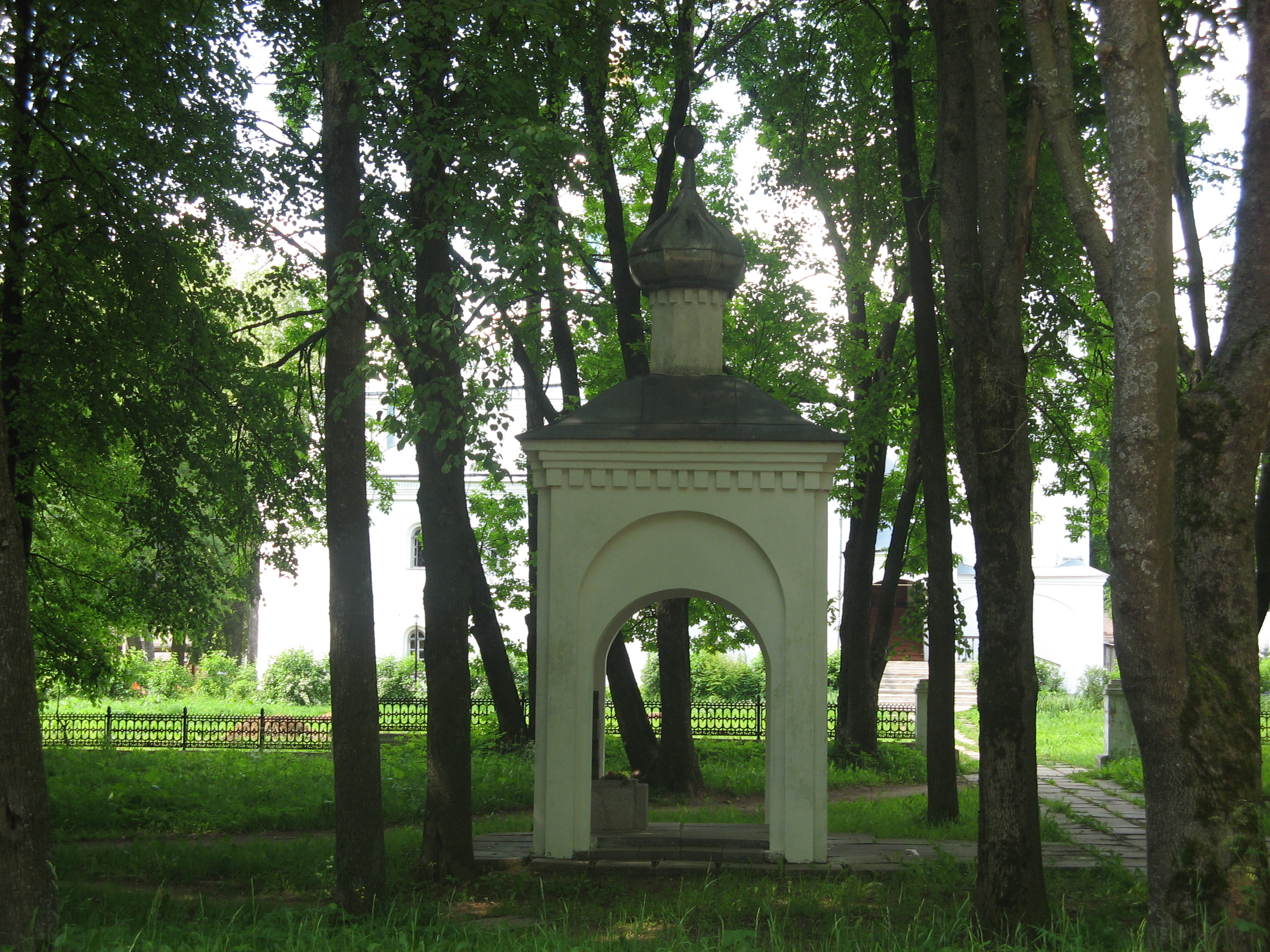
Каплиця в парку
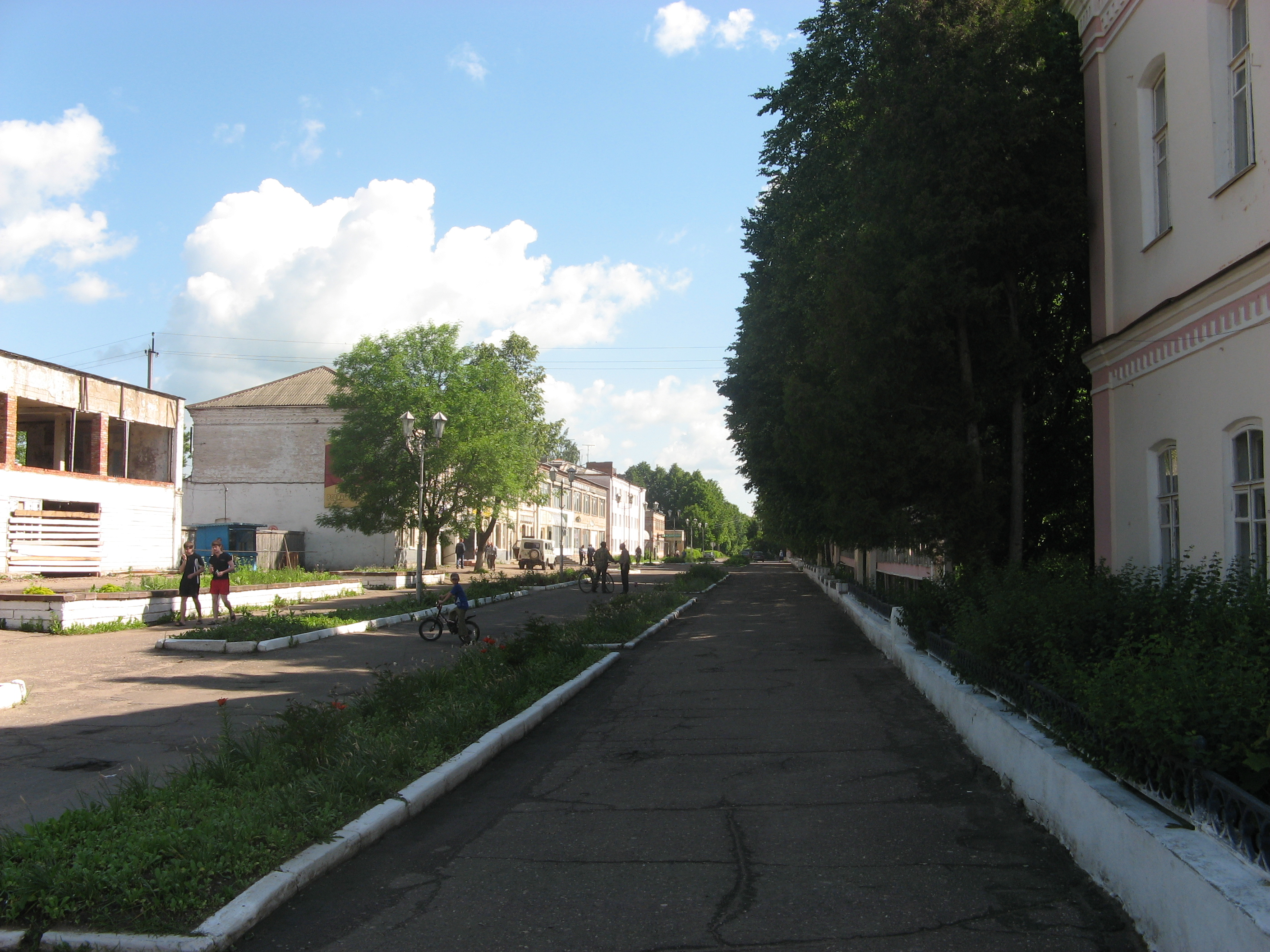
Пішохідна вулиця
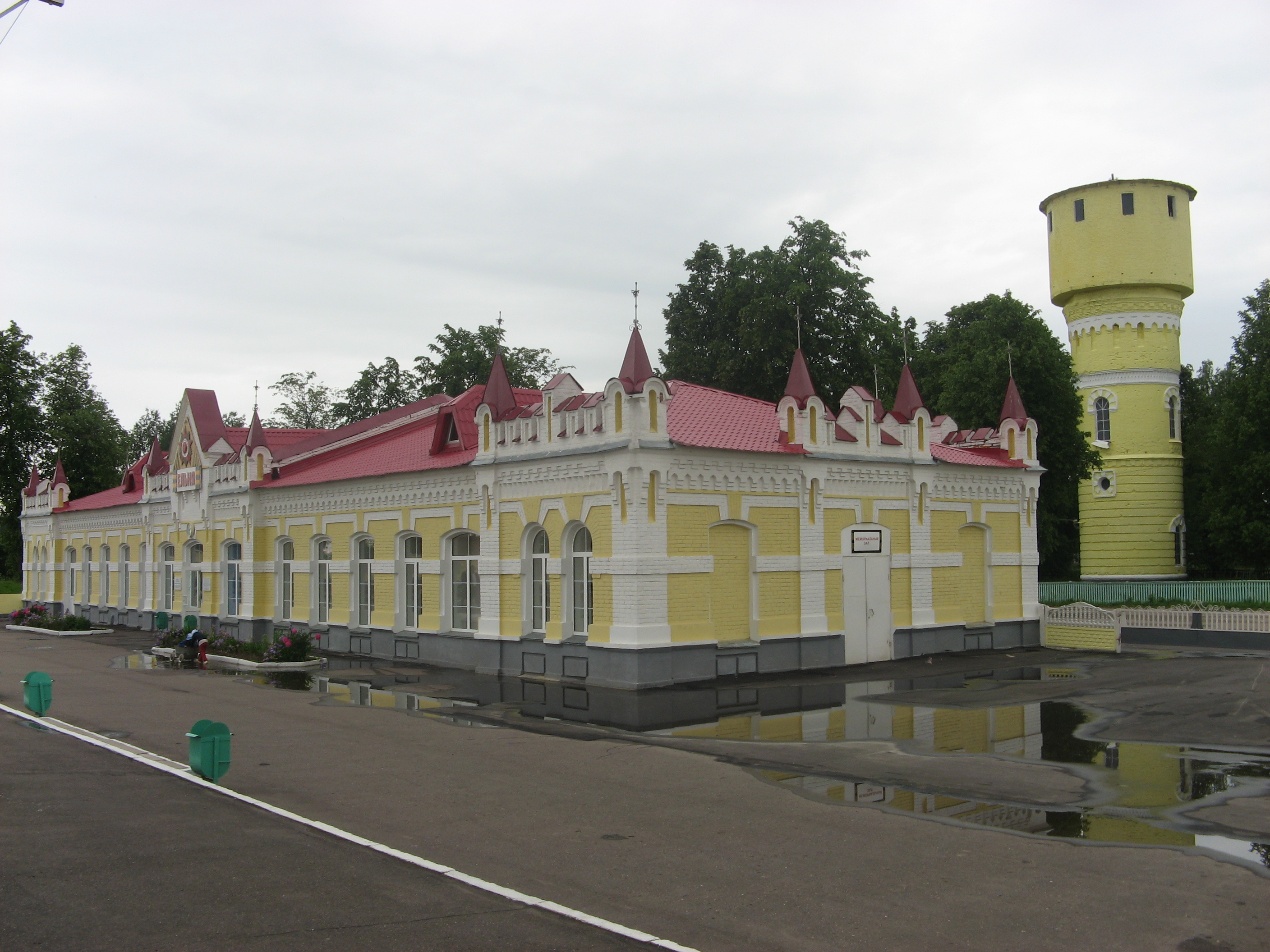
Пам'ятки архітектури XIX століття: залізничний вокзал та водонапірна вежа